# Bob Pettit
Robert E. Lee „Bob” Pettit (ur. 12 grudnia 1932 w Baton Rouge, Luizjana) – amerykański koszykarz, występujący na pozycji silnego skrzydłowego, mistrz NBA z 1958, członek Koszykarskiej Galerii Sław im. Jamesa Naismitha.
Mierzący 206 cm wzrostu koszykarz studiował na Louisiana State University. Do NBA został wybrany w drafcie 1954 przez Milwaukee Hawks. W organizacji tej, od 1955 działającej jako St. Louis Hawks, spędził całą karierę (1954-1965). Po pierwszym sezonie gry w NBA (uzyskał średnią 20,4 punktów na mecz i 13,8 zbiórek na mecz) został wybrany debiutantem roku. Dobra postawa nie pomogła jego drużynie, która zakończyła sezon na ostatnim miejscu w dywizji. W 1956, po uzyskaniu średnich 25,7 punktów na mecz i 16,2 zbiórek na mecz został MVP rozgrywek w pierwszej edycji tej nagrody.
W latach 1957–1961 czterokrotnie doprowadził Saint Louis Hawks do finału NBA. W 1957 Jastrzębie uległy Boston Celtics (Pettit uzyskał średnie 29,8 punktów i 16,8 zbiórek w spotkaniach finałowych). Rok później St. Louis Hawks mieli okazję do rewanżu i z niej skorzystali. Prowadzeni przez grającego fenomenalnie Pettita (w jednym z meczów finałów zdobył 50 punktów, a Hawks wygrali 110-109) pokonali swych przeciwników w stosunku meczów 4:3. Kolejne trzy lata to okres dominacji Pettita i Hawks w Konferencji Zachodniej. W 1959 ponownie został uznany MVP. W swoim statystycznie najbardziej udanym sezonie, 1961-1962 zdobywał średnio 31,8 punktów i 18,7 zbiórek na mecz.
W sezonach 1956/1957 i 1960/1961 zajął drugie miejsce w głosowaniu na MVP fazy zasadniczej.
Karierę zakończył w 1965 w związku z kontuzją kolana. Jest pierwszym graczem, który przekroczył granicę 20 000 punktów NBA - łącznie zdobył ich 20 880. W swej jedenastoletniej karierze zawodnika NBA zgromadził na swym koncie również 12 849 zbiórek i 2369 asyst. Ze średnią z całej kariery 16,2 zbiórek na mecz cały czas zajmuje trzecie miejsce w historii NBA - wyprzedzają go jedynie Wilt Chamberlain i Bill Russell. Uchodzi za zawodnika, który zrewolucjonizował sposób gry silnego skrzydłowego.
Jedenaście razy brał udział w meczu gwiazd NBA (MVP w 1956, 1958, 1959, 1962). Jako jeden z nielicznych znalazł się we wszystkich Anniversary Teams: NBA 25th Anniversary Team, NBA 35th Anniversary Team oraz NBA’s 50th Anniversary All-Time Team.

## Osiągnięcia

### NCAA
- NCAA Final Four (1954)
- dwukrotny mistrz konferencji Southeastern (1953-1954)
- Zaliczony do:
  - I składu:
    - All-American (1954)[3]
    - konferencji Southeastern (1953-1954)

  - II składu All-American (1953)[3]
  - Galerii Sław Sportu Stanu Luizjana (Louisiana Sports Hall Of Fame - 1973)[4]
  - Akademickiej Galerii Sław Koszykówki (2006)[5]

### NBA
- Mistrz NBA (1958)[6]
- trzykrotny wicemistrz NBA (1957, 1960-1961)[6]
- 4-krotny MVP meczu gwiazd NBA (1956, 1958–1959, 1962)[7]
- Debiutant Roku NBA (1955)[8]
- Uczestnik meczu gwiazd:
  - meczu gwiazd NBA (1955–1965)[9]
  - Legend NBA (1984, 1985)[10]
- Wybrany do:
  - I składu NBA (1955–1964)[11]
  - II składu NBA (1960)
- Lider:
  - lider strzelców NBA (1956, 1959)[12]
  - NBA w zbiórkach (1956)
  - play-off w:
    - średniej zdobytych punktów (1957)[13]
    - liczbie celnych rzutów wolnych (1957, 1958, 1960)[14]
- Klub Hawks zastrzegł należący do niego w numer 9[15]
- 3-krotnie zaliczany do grona najlepszych zawodników w historii NBA przy okazji obchodów rocznicowych:
  - 25-lecia istnienia - NBA 25th Anniversary Team
  - 35-lecia istnienia - NBA 35th Anniversary Team[16]
  - 50-lecia istnienia - NBA’s 50th Anniversary All-Time Team[17]
  - 75-lecia istnienia - NBA 75th Anniversary Team (2021)[18]
- Członek Koszykarskiej Galerii Sław (Naismith Memorial Basketball Hall Of Fame - 1971)[19]